# Corvinella corvina
Corvinella corvina е вид птица от семейство Laniidae.

## Разпространение
Видът е разпространен в Бенин, Буркина Фасо, Камерун, Централноафриканската република, Чад, Демократична република Конго, Кот д'Ивоар, Гамбия, Гана, Гвинея, Гвинея-Бисау, Кения, Мали, Мавритания, Нигер, Нигерия, Сенегал, Сиера Леоне, Южен Судан, Судан, Того и Уганда.